# SMS Novara (1850)
El SMS Novara (en alemán: Seiner Majestät Schiff Novara, en español: Buque de su majestad Novara) fue una fragata de vela perteneciente a la marina de guerra austro-húngara. Es conocida por navegar alrededor del mundo en la Expedición Novara de 1857 a 1859, bajo el gobierno del káiser Francisco José I de Austria y por ser la embarcación que llevó al archiduque Maximiliano y su esposa Carlota al puerto de Veracruz en 1864, para convertirse en los emperadores de México.
Tenía tres mástiles y seis cubiertas, estaba equipado con 42 cañones y un desplazamiento de agua aproximado de 2107 toneladas.

## Historia

### Construcción
Originalmente fue llamada Minerva cuando su construcción fue iniciada en Venecia en 1843, posteriormente, en 1848, mientras estaba parcialmente completada fue renombrada como Italia por revolucionarios venecianos. Cuando fue concluida en 1850 fue bautizada como SMS Novara.
Su nombre definitivo fue establecido después de la Batalla de Novara, ocurrida en 1849, en la cual los austriacos recapturaron Venecia. El mariscal Joseph Radetzky visitó el astillero y los oficiales de éste le pidieron que se rebautizara la fragata Italia, ya casi completada, en honor a la victoria que había obtenido sobre Carlos Alberto, rey de Cerdeña. La fragata fue rebautizada y su construcción continuó bajo la supervisión de Austria. El SMS Novara fue completado y entró en servicio en noviembre de 1850.

### Expedición Novara
La expedición Novara fue la primera misión científica a gran escala realizada por la marina austrohúngara, la cual fue autorizada por el archiduque Maximiliano de Habsburgo. La expedición zarpó el 30 de abril de 1857 y concluyó el 30 de agosto de 1859, en total duró dos años y tres meses.
La expedición estuvo a cargo del vicealmirante Bernhard von Wüllerstorf-Urbair e incluyó a 345 oficiales y tripulantes, aparte de siete científicos. Los preparativos fueron realizados por la Academia Imperial de Ciencias de Viena bajo la dirección del geólogo Ferdinand von Hochstetter y del zoólogo Georg von Frauenfeld.
La expedición recorrió el mundo recolectando 26 000 muestras botánicas y zoológicas junto con otras muestras culturales, las cuales enriquecieron el acervo de los museos de Viena, en especial del Museo de Historia Natural.
A lo largo de su viaje, el SMS Novara recorrió los puertos de Gibraltar, Madeira, Río de Janeiro, Ciudad del Cabo, Isla San Pablo, Ceilán, Madrás, Islas Nicobar, Singapur, Batavia, Manila, Hong Kong, Shanghái, Pohnpei, Estuardo, Sídney, Auckland, Tahití, Valparaíso, Ragusa y Trieste.
Los especímenes fueron estudiados por Johann Natterer durante 18 años. Las observaciones geomagnéticas realizadas por la expedición enriquecieron el conocimiento en ese campo y las plantas de coca recogidas por la misión permitieron aislar la cocaína en forma pura por primera vez, en 1860.
Los resultados de la expedición fueron entregados en un informe para la Academia de Ciencias de Viena titulado Reise der österreichischen Fregatte Novara um die Erde (en español: El viaje de la fragata austriaca Novara alrededor del mundo) el cual incluía un grabado de la fragata rodeado por un borde oval en el que se encuentran los nombres de todos los puertos en los que recaló el SMS Novara durante la misión.

### Viaje de Maximiliano I de México
En abril de 1864 la fragata trasladó al archiduque Maximiliano y a su esposa Carlota hacia el puerto de Veracruz para que se establecieran como emperadores del Segundo Imperio Mexicano, llegando a su destino el 28 de mayo de 1864.
Tres años después la embarcación fue enviada nuevamente a México, al mando del almirante Wilhelm von Tegetthoff para recoger el cuerpo de Maximiliano, quien había sido fusilado el 19 de junio de 1867 tras la caída del segundo imperio mexicano. La fragata llegó al puerto de Trieste el 16 de enero de 1868.